# 木口汽船
有限会社木口汽船（きぐちきせん）は、長崎県五島市の海運会社。五島列島の福江島と二次離島である久賀島・椛島を結ぶ航路を運航している。

## 概要
1967年4月に設立され、福江島の福江港・奥浦と久賀島の田の浦、福江港と椛島の本窯・伊福貴を結ぶフェリー・高速船を運航してほか、定期航路の間合いを活用して、観光船、水中観光船（グラスボート）の運航も行っている。
椛島航路は桑原海運が運航していたものを航路休止により継承したものである。桑原海運は資金繰りの悪化を理由に2009年9月1日に運休を発表したため、同月は緊急措置として五島市が海上タクシーをチャーターして航路を維持、同年10月1日より、隣接する久賀島航路を運航していた木口汽船が航路を継承した。その後、桑原海運は貨物運賃収入の一部を計上せず離島航路補助金を過大に受給していた事実が明らかとなり、補助金の交付決定の一部取り消し、既に交付した補助金の返還命令を受け、2010年2月に経営破綻した。
離島航路確保維持事業により国、長崎県、五島市から離島航路構造改革補助金の交付を受けており、長崎県離島航路対策協議会において航路維持のための取り組みが検討されている。

## 航路

### 久賀島航路

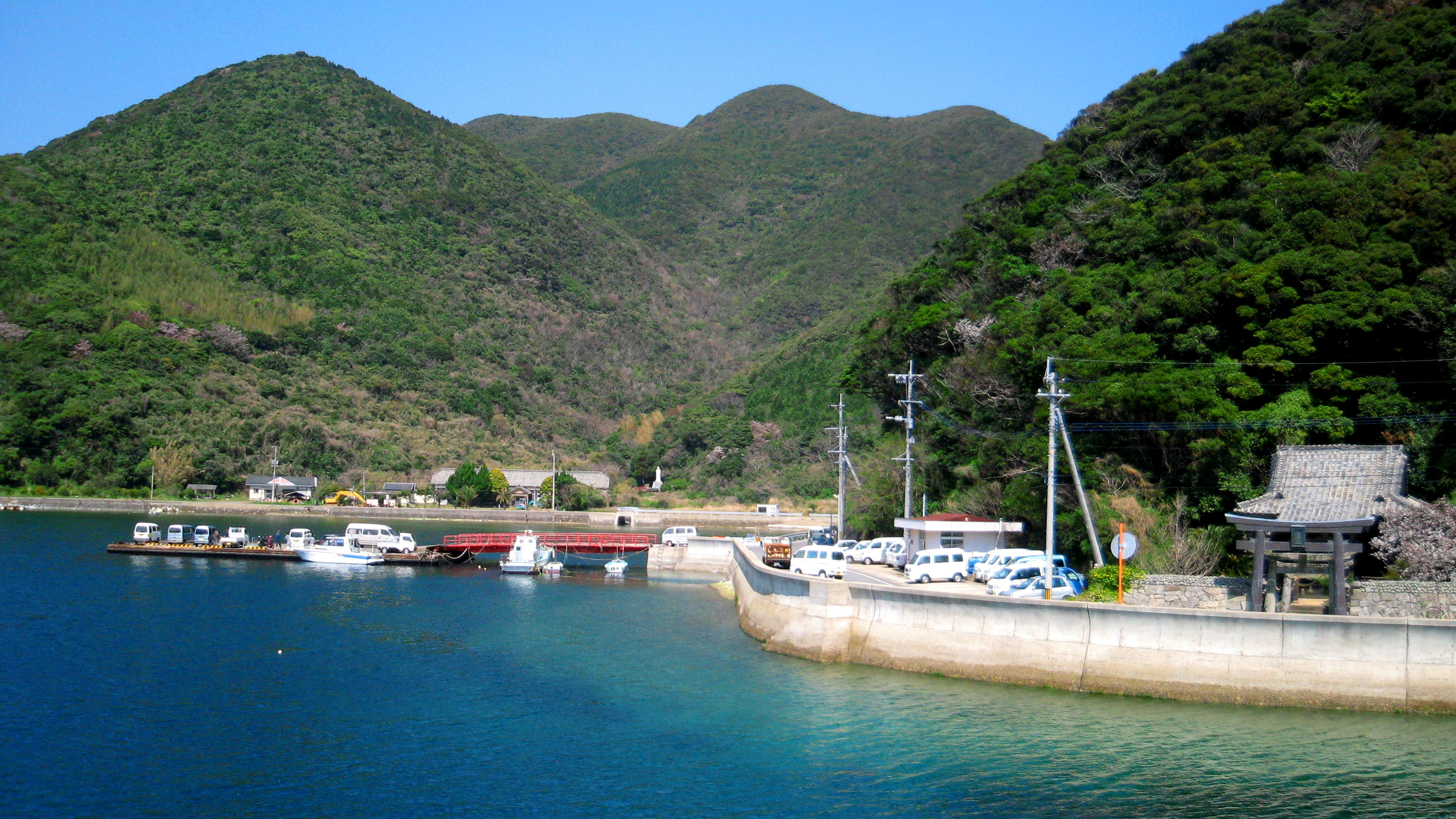
田の浦

- 福江港 - 田の浦

「フェリーひさか」が1日2往復、「シーガル」が1日3往復運航する。
- 奥浦 - 田の浦

「フェリーひさか」が1日2往復運航する。

### 椛島航路
- 福江港 - 本窯 - 伊福貴

「ソレイユ」が1日3往復運航する。本窯は1便の往路、2便・3便の復路のみ寄港する。「ソレイユ」のドック期間中および代船貸出時は「シーガル」による運航となる場合がある。
- 福江港 - 本窯

「フェリーひさか」が毎月12日・17日のみ1往復運航する。

## 船舶
フェリー1隻、旅客船2隻を運航する。各船ごとに異なるカラフルな船体塗装が採用されており、「フェリーひさか」はピンク、「ソレイユ」はグリーン、「シーガル」はイエローとなっている。「フェリーひさか」は両舷の側面中央部にランプが設けられているほか、「シーガル」は旅客船と水中観光船（グラスボート）を兼用するなど構造に特徴のある船舶を有している。

### 就航中の船舶

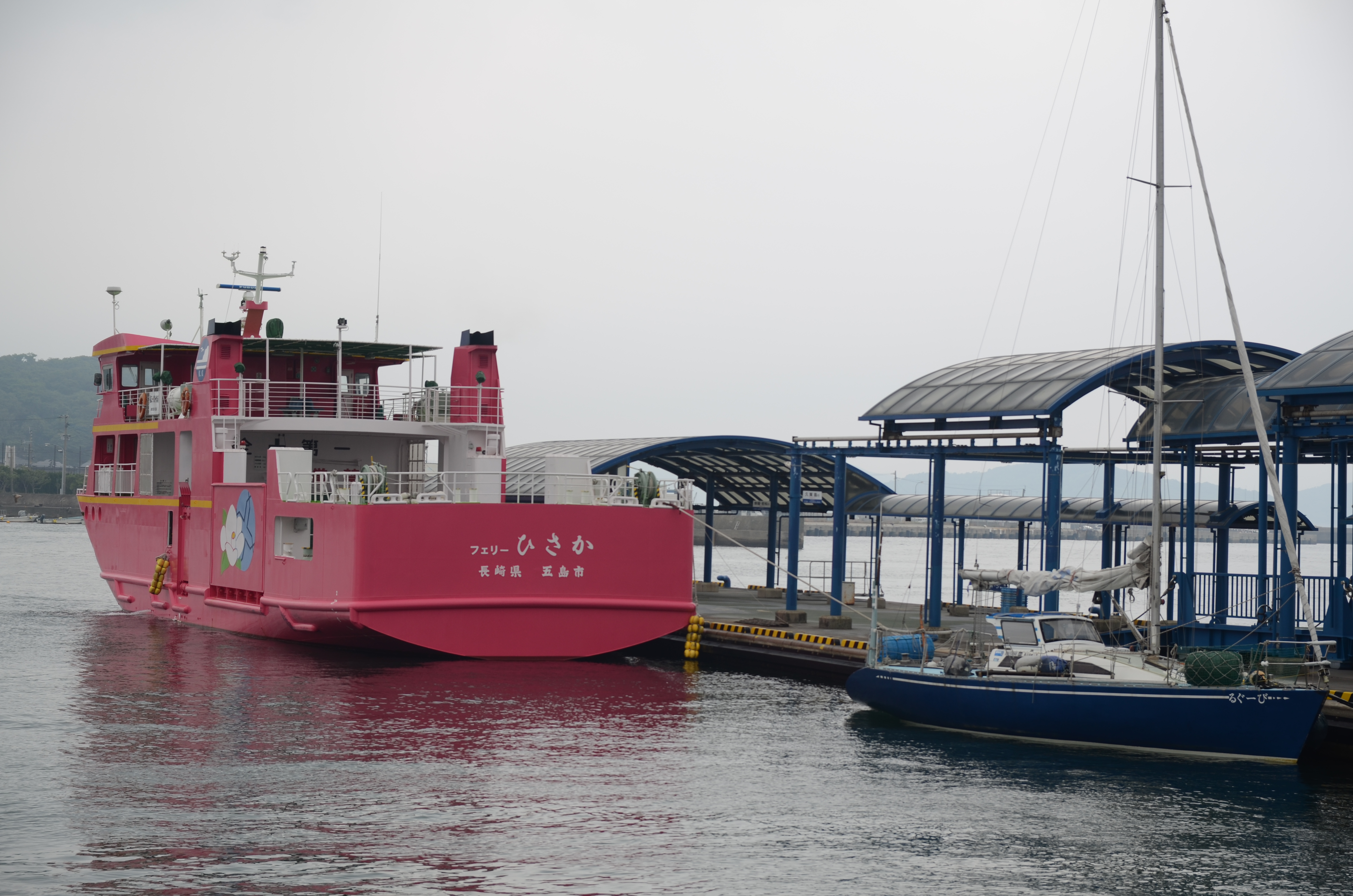
フェリーひさか(2代)

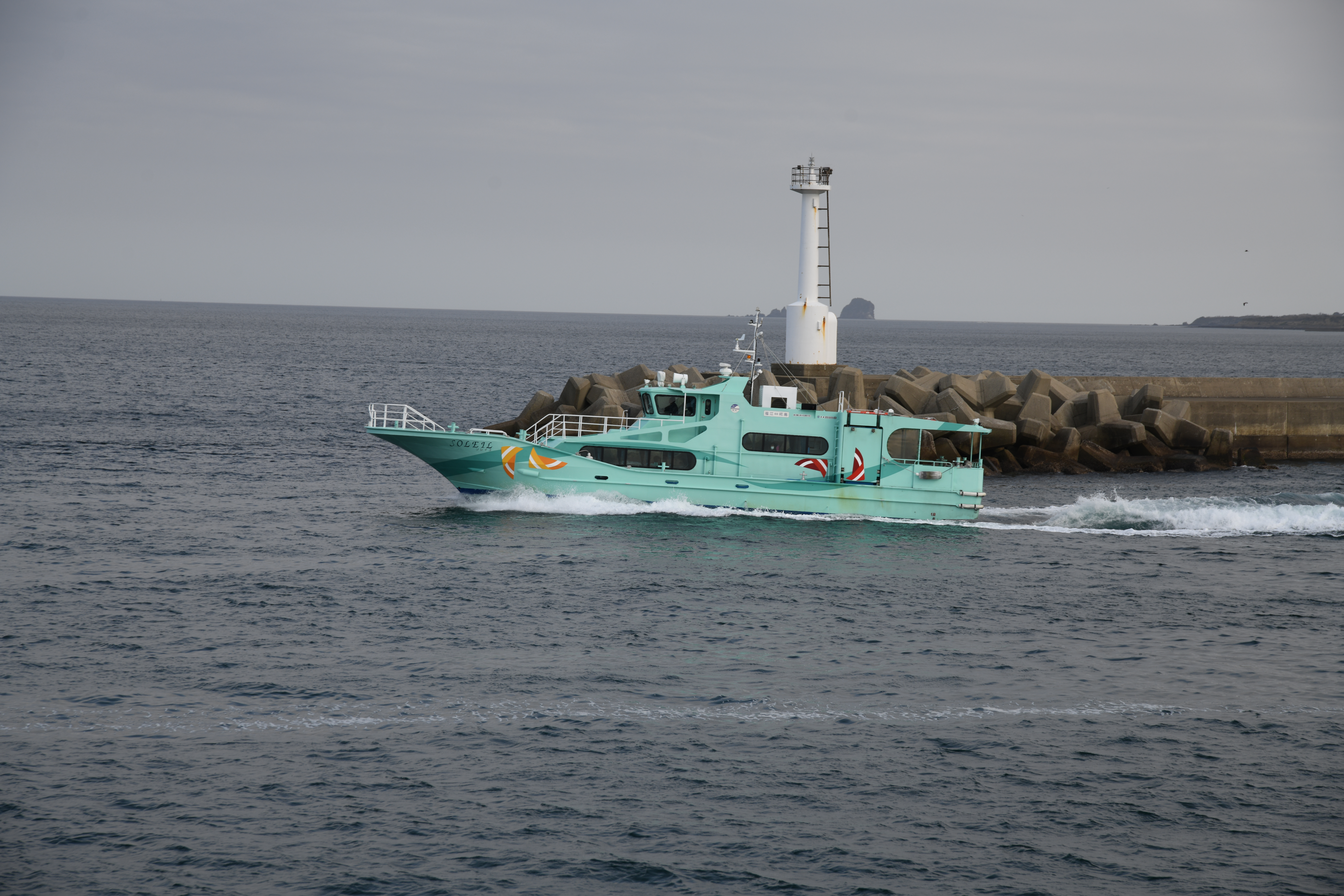
ソレイユ(2代)

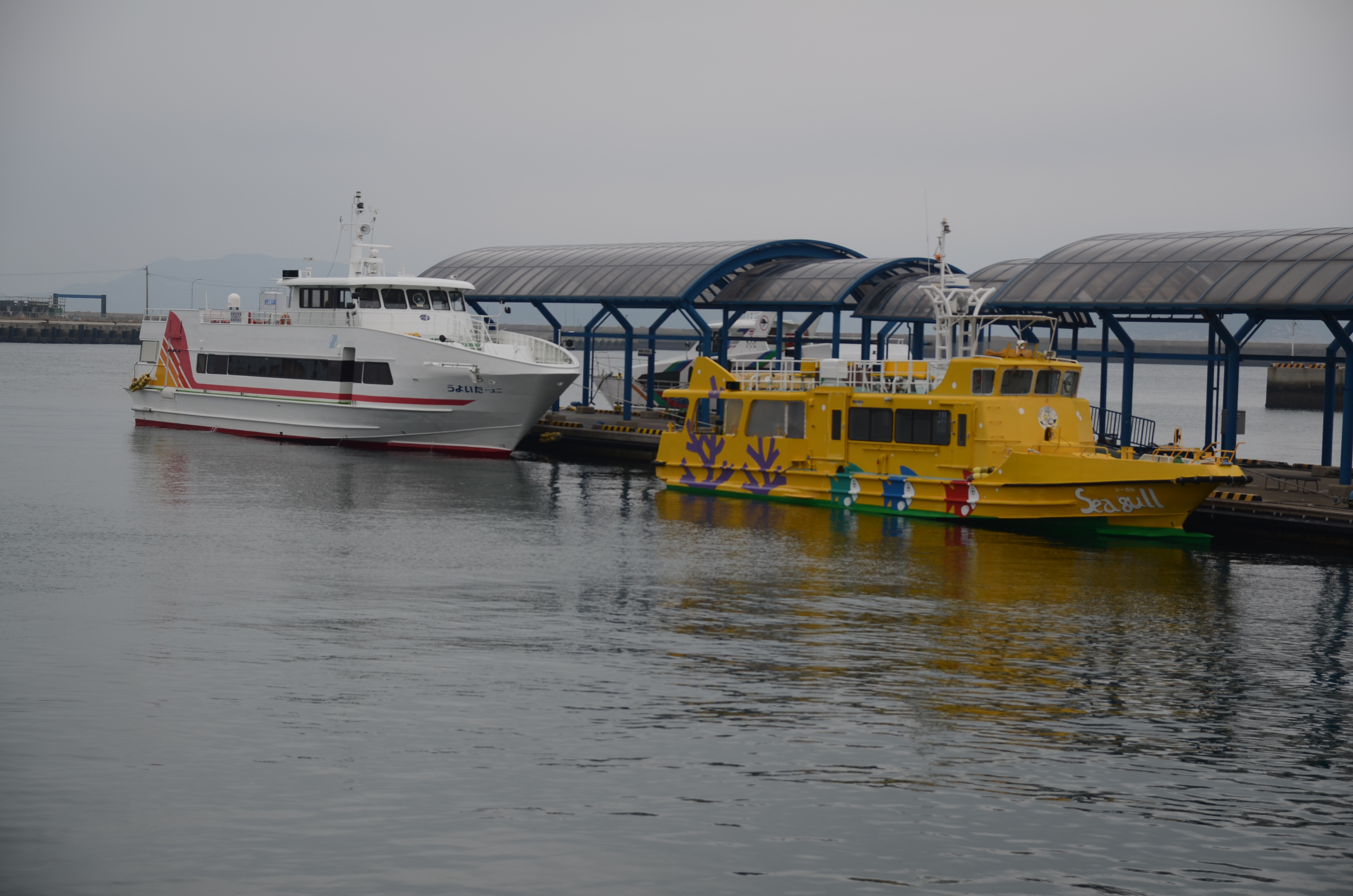
シーガル(2代)

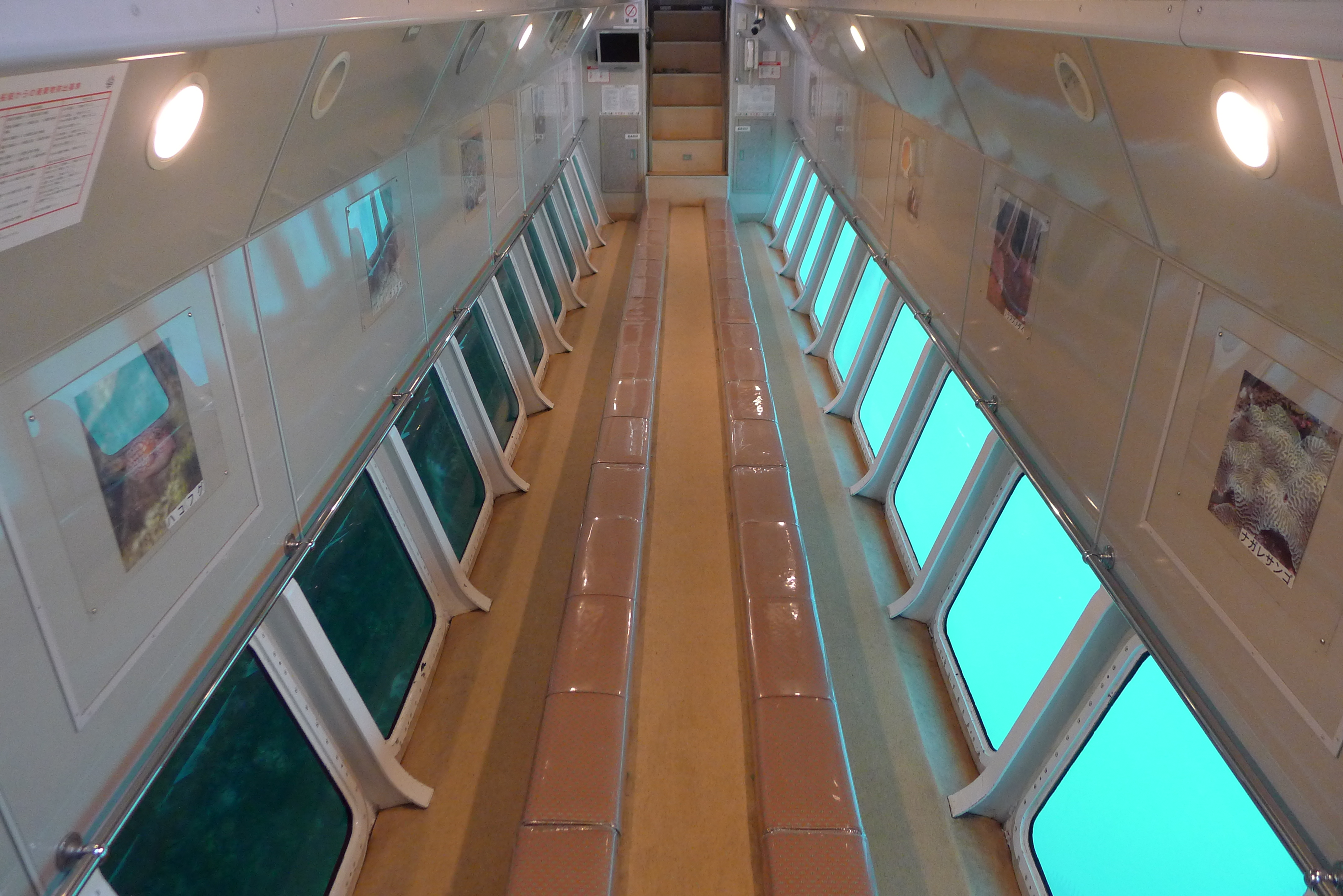
シーガル(2代)の海中展望室

- フェリーひさか（2代・フェリー）

2010年12月24日進水、2011年3月15日竣工、同年3月20日就航。井筒造船所建造（第1145番船）、鉄道建設・運輸施設整備支援機構共有
155総トン、全長30.7m、全幅8.2m、深さ2.9m、満載喫水1.85m、ディーゼル2基、機関出力405kW×2、航海速力12.8ノット、乗組員6名、旅客定員65名、4トントラック2台、普通乗用車4台
- ソレイユ（2代・高速旅客船）

2014年2月進水、同年3月21日竣工、同年4月1日就航。ツネイシクラフト&ファシリティーズ建造、鉄道建設・運輸施設整備支援機構共有
19総トン、全長21.4m、全幅4.36m、深さ1.45m、ディーゼル（ヤンマー 6HYP-WET）2基、機関出力423kW×2、最大速力29.02ノット（試運転）、航海速力24.0ノット、乗組員4名、旅客定員60名、限定沿海
バウスラスター、乗船用油圧タラップ、船尾トリムフラップ、バリアフリー対応
- シーガル（2代・高速旅客船兼水中観光船）

2000年6月23日竣工、神原海洋開発建造、運輸施設整備事業団共有
19総トン、全長21.55m、登録長18.80m、型幅3.90m、型深さ1.70m、ディーゼル（三菱 S6D-MTKL）2基、機関出力382kW×2、最大速力26ノット、乗組員2名、旅客定員66名、限定沿海
半潜水式海中展望船、減揺装置（コントロール・モーメント・ジャイロ）

### 過去の船舶

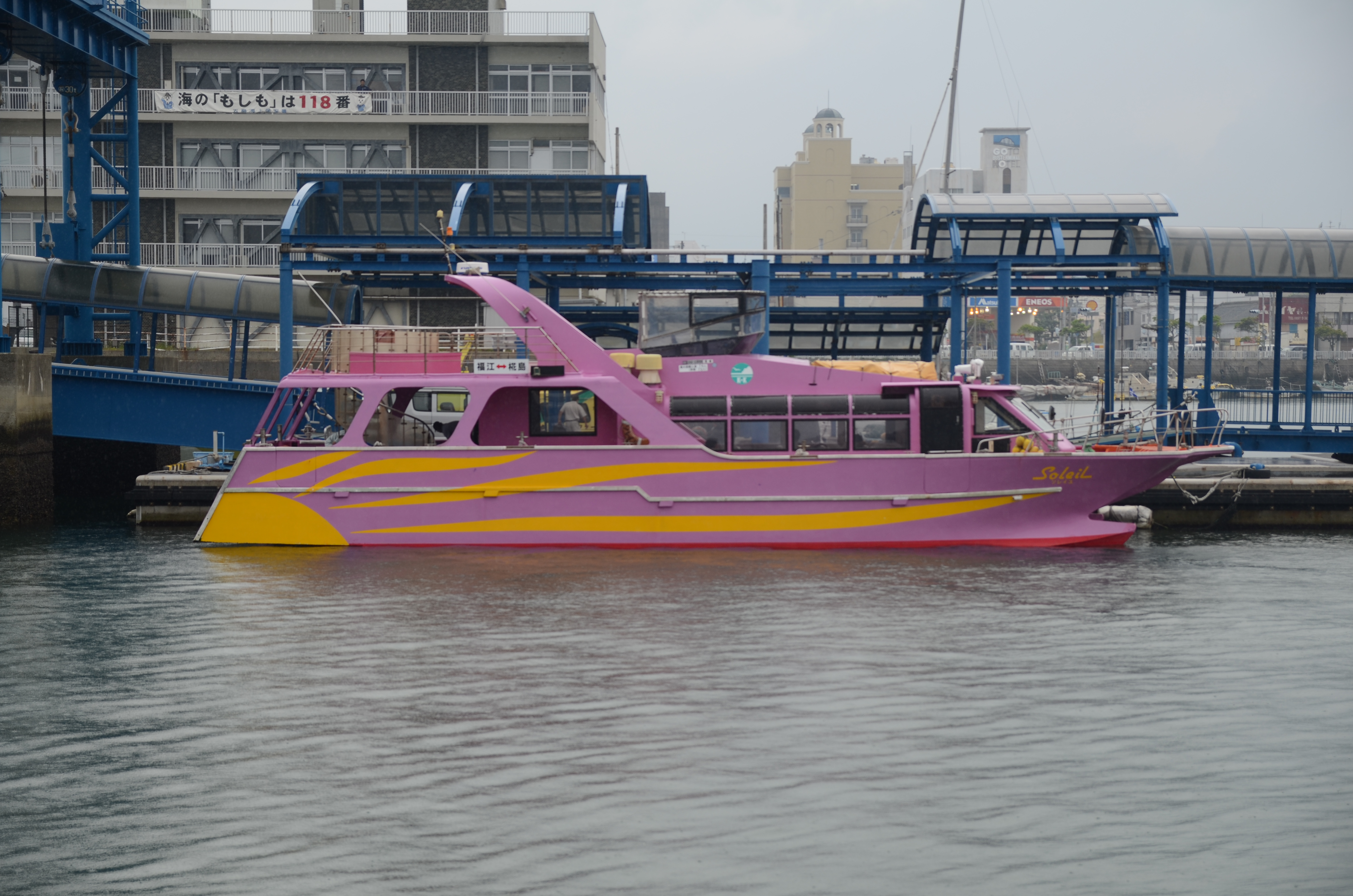
ソレイユ(初代)

- 第二竹丸 (貨物船)[2]

1970年5月竣工、木村造船建造
169.21総トン、全長38.00m、型幅7.80m、型深さ2.90m、ディーゼル1基、機関出力500ps、航海速力10ノット
九州商船が用船
- 第三竹丸 (フェリー)[3]

1974年10月23日就航
88.15総トン、ディーゼル1基、機関出力370ps、航海速力10.72ノット、旅客定員80名、乗用車2台
フェリー化第一船
- フェリーひさか（初代・フェリー）

1988年11月28日就航、2011年3月引退、三上造船建造（第305番船）
155総トン、全長30.00m、型幅8.20m、型深さ2,90m、ディーゼル2基、機関出力940PS、航海速力11.50ノット、旅客定員93名、トラック2台、普通乗用車4台
- シーガル (初代・旅客船(グラスボート))[3]

19総トン、航海速力18ノット、旅客定員66名
福江島周遊航路にも就航
- ソレイユ（初代・高速旅客船）

2014年3月引退。19総トン、旅客定員70名